# Asteroidi
Asteroidi ili planetoidi su kamena ili metalna nebeska tijela promjera većeg od 1 metar, koji samostalno ili u skupini sličnih tijela obilaze oko Sunca. Većina planetoida obilazi Sunce u glavnom planetoidnom pojasu (asteroidni pojas) između Marsa i Jupitera, dio prilazi Suncu bliže od Marsa (Amori) i Zemlje (Apoloni) i nazivaju se Zemlji bliski asteroidi, dio se giba u putanji Jupitera ili drugih planeta (Trojanci). U usporedbi s planetima mnogo su manji i najčešće nepravilnog oblika. Nastali su od ostataka protoplanetarne tvari koja se nije pripojila planetima za vrijeme stvaranja sustava iz protoplanetarnog diska. Najčešće kruže oko matične zvijezde vlastitom putanjom ili kao prirodni sateliti (mjeseci) većih planeta. Neke od njih nalazimo vezane gravitacijskim silama uz planete, u grupama koje orbitiraju u putanji planeta, ispred ili iza. Iako se donedavno mislilo drukčije, otkriveno je da asteroidi mogu imati vlastite mjesece kada je u orbiti oko asteroida 243 Ida pronađen satelit nazvan Dactyl. Do sada ih je otkriveno blizu 170 000, a oko 11 000 ih je dobilo službena imena – redni broj i ime. Procjenjuje se da bi ih u našem sustavu moglo biti nekoliko milijuna.
Prema spektralnoj analizi odrazne svjetlosti planetoidi se mogu podijeliti na:
- ugljikove (C) – kojih je oko 75 % i sadrže tamne ugljikove spojeve
- metalne (M) – kojih je oko 8 %
- silikatne (S) – kojih je oko 17 %.

U Hrvatskoj, u Zvjezdarnici Višnjan, otkriveno je nekoliko tisuća planetoida. Teleskopom se ni najvećemu planetoidu ne vidi tijelo, pa im se promjeri mjere posredno, prilikom okultacija zvijezda ili iz sjaja uz procijenjeni albedo. S pomoću svemirskih letjelica snimljeni su 433 Eros, 951 Gaspra, 243 Ida, 25143 Itokawa, 253 Mathilde i drugi. Trans-neptunski objekti ili nebeska tijela koja su dalja od Neptuna obično se ne smatraju planetoidima.
Prema tome, asteroidi ili planetoidi su hladna nebeska tijela koja prebivaju pretežno u području od 2,2 do 3,5 AJ. Izvan tog asteroidnog pojasa ili prstena nalazi se samo nekoliko postotaka asteroida. Gibanje planetoida je bez iznimke direktno. Izduženost staza i nagib prema ekliptici veći su nego u planeta. Prosječan numerički ekscentricitet iznosi 0,15, a najveća većina planetoida nema ekscentricitet veći od 0,3. Krajnja vrijednost je 0,88. U pravilu veće ekscentricitete staza imaju planetoidi manjih masa. Prosječna inklinacija staza manja je od 10°, a za većinu planetoida manja od 16°. To znači da staze planetoida nisu tako stiješnjene uz ravninu ekliptike kao staze planeta, ali nisu ni jako rasute, posebno ako se uzme u obzir da se staze planetoida lakše mijenjaju. Veliki planeti u stanju su da ih jako poremete. Planetoidi su nebeska tijela manja od 1000 kilometara. Petnaestak ih ima u promjeru više od 250 km.

## Mala tijela Sunčevog sustava
Mala tijela Sunčevog sustava su asteroidi (planetoidi), kometi, meteoriti i meteori, te sitna razdrobljena materija koja pluta međuplanetarnim prostorom. Među prirodnim (planetskim) satelitima ima i tijela koja po fizičkim svojstvima pripadaju redu malih tijela. Zanimanje za asteroide obnovljeno je nedavno. Saznale su se nove činjenice o njihovom fizičkom stanju i naslučene su neposredne veze s ostalim malim nebeskim tijelima.
Usporedna kemijsko – mineraloška ispitivanja meteorita i asteorida, jednih u laboratoriju, drugih na daljinu, uz pomoć optičkih metoda, dovela su do nedvojbenog zaključka da su meteoriti povezani s asteroidima. Meteoriti su izravni ostaci nekih asteroida. Istodobno, meteoriti namaju ništa fizički zajedno s meteorskim rojevima. Meteore i meteorite potrebno je pažljivo razdvojiti, ne obazirući se na jezičnu sličnost i sličnost pojave na dijelu puta kroz atmosferu. Provjereno je da od kometa nastaju potoci meteora; potoci prate postojeće komete ili se nalaze na putanjama iščezlih kometa, no ne zna se za ijedan takav meteor koji je izdržao kroz atmosferu. Prema tome, asteroidi ili planetoidi su povezani s meteoritima, a kometi s meteorima. O vezi asteroida i kometa spekulira se na razini kozmogonijskih teorija ili teorija o postanku Sunčeva sustava.

## Definicija
Još uvijek ne postoji točna definicija asteroida. Stručnjaci se razilaze u mišljenjima kako na odgovarajući način klasificirati asteroide prema masi, veličini, sastavu i položaju u planetarnom sustavu. Prijedlog je da se asteroidima nazivaju tijela veća od 50 metara u promjeru, manja od planeta i kamenog ili metalnog sastava. Još manja tijela, koja se potpuno raspadnu i izgore pri ulasku u Zemljinu atmosferu spadala bi u kategoriju meteoroida, dok bi asteroidima nazivali ona koja pri udaru u Zemlju mogu doprijeti do zemljine površine. Oko Sunca obilazi bezbroj kamenih gromada čija se veličina kreće od nekoliko metara pa do 1000 kilometara. Kada se gledaju teleskopom, liče na sitne zvijezde, i zato su ih astronomi nazvali asteroidi (»zvijezdoliki«).
Naziv planetoid (poput planeta) ili mali planet tim tijelima najbolje odgovara jer se oko Sunca gibaju samostalno poput planeta, mali su, a i staze im se mnogo ne razlikuju od planetskih. Naziv asteroid (poput zvijezda) dao im je rano, početkom 19. stoljeća William Herschel, zbog njihove pojave – u teleskopu ih je lako zamijeniti sa zvijezdama – ali i zbog toga što je smatrao da su u srodstvu s kometima, da nastaju od njih i da su stigli iz zvjezdanih daljina.

## Povijest otkrića
Planetoidi predstavljaju zanimljivu vrst nebeskih tijela i zbog brojnosti i zbog svog posebnog smještaja u procijepu između Marsove i Jupiterove staze. Staze tih dvaju planeta toliko su odvojene da je već Johannes Kepler 1596. u knjizi Tajne kozmografije, spekulirao o nebeskom tijelu koje se u tom prostoru giba. 1772. nađeno je matematičko pravilo koje do danas nije fizikalno potkrijepljeno, a kojim se veoma dobro određuju udaljenosti planeta. Johann Daniel Titius i Johann Elert Bode pronašli su jednostavnu zakonitost prema kojoj se mogu računati udaljenosti planeta od Sunca. Premda Titius-Bodeovo pravilo nije pouzdano fizički rastumačeno, a također ne daje dobre rezultate za daleke planete, ipak je nagovijestilo da se između putanja Marsa i Jupitera treba nalaziti neki planet. Ovo pravilo predviđa postojanje planeta na udaljenosti 2,8 AJ od Sunca. Pravilo je dano izrazom:
{\displaystyle a=0,4+0,15\cdot 2^{n-1}}
gdje je: n - redni broj planeta, a - udaljenost n-tog planeta do Sunca u astronomskim jedinicama (AJ). No prvi član niza znatno odstupa od udaljenosti koju ima Merkur, ne uzme li se n = –∞, što dakako, nije u aritmetskom nizu s ostalim eksponentima. To magično pravilo dobro je pretkazalo udaljenost Urana, što ga je otkrio William Herschel 1781. Kasnije će se vidjeti da je osmi planet, Neptun, prekobrojan, no jednakost jasno pokazuje da između Marsa i Jupitera ima mjesta za još jedan planet.
Godine 1800. u potragu za »nedostajućim« planetom krenulo je 12 njemačkih astronoma. Potraga je dala rezultat u noći od 31. prosinca 1800. na 1. siječnja 1801. kada ih je preduhitrio Talijan Giuseppe Piazzi koji je u Palermu, tijekom rutinskog pretraživanja neba otkrio tijelo Sunčeva sustava koje je nazvano Ceres (žensko ime Cerera). Iste je godine znameniti njemački matematičar Karl Friedrich Gauss proračunao elemente staze ovog tijela i pokazao da bi se moglo raditi o »nedostajućem« planetu. Astronome je zbunjivala veličina Ceresa (samo 940 km u promjeru), jer su očekivali mnogo veće tijelo. No, već nakon dvije godine Heinrich Wilhelm Olbers je otkrio Pallas (žensko ime Palada), koje se giba sličnom stazom kojom i Ceres. Do 1807. godine su otkriveni Juno i Vesta, dva nebeska tijela malog sjaja i veličine, koja se dobro uklapaju u redoslijed planeta. Ubrzo se pokazalo da je Sunčev sustav prepun malih planeta koje danas zovemo planetoidi ili asteroidi.
Koliko je time Titius-Bodeovo pravilo zadovoljeno, toliko je i dovedeno u pitanje: „Otkud dva planeta na mjestu jednoga?” Olbers je stoga postavio hipotezu katastrofe praroditeljskog tijela, nekog zamišljenog planeta Faetona. Odlomci tog planeta mora da lutaju stazama koje se približavaju i sijeku. Na hipotezu ga je potaknulo upravo to svojstvo staza Ceres i Pallas da se jako zbližavaju u dvije dijametralno suprotne točke. U jednom od područja zbližavanja našao je Karl Ludwig Harding 1. rujna 1804. treće tijelo, 3 Juno (žensko ime Junona). Olbers je 29. ožujka 1807. otkrio i četvrto tijelo (4 Vesta). Otkrića ostalih planetoida nastavljena su tek 1845. Iako planetoida ima mnogo više, u više različitih skupina, Olbersova je hipoteza o nastanku malih planeta uvjetovala način gledanja na prirodu malih planeta.
Među otkrivačima planetoida bilo je i dosta amatera. Do kraja 19. stoljeća bilo je poznato nekoliko stotina planetoida. Fotografske metode otkrivanja razvile su se poslije 1900. Ako staza nije dovoljno točno određena, planetoid se poslije otkrića može zagubiti i ponovo otkriti. To se događa i unatoč pomoći računarske tehnike. Gubljenju pomaže promjenjivost planetoidnih staza. Danas planetoide izučava dvadesetak opservatorija. Upisano je i imenovano više od 2300 planetoida i određene su im staze.
Istraživanje planetoida, a i ostalih tijela Sunčeva sustava, bilo je u prvoj polovici 19. stoljeća zanemareno na račun astrofizičkih ispitivanja. Istraživanje fizičkih osobina planetoida zahuktalo se poslije 1970., kada su otkriveni planetoidi vrlo malih i neobičnih staza; onih koji stižu u blizinu Sunca i Zemlje i među kojima se nalaze roditeljska tijela meteorita. Uznapredovala labaratorijska ispitivanja meteorita omogućila su sa svoje strane dublji uvid u fizički razvoj malih tijela Sunčeva sustava, u njihovu dob i evolucijske veze. Male dimenzije planetoida otežavaju ispitivanje njihova fizičkog stanja. Samo malobrojnim planetoidima vide se kutne dimenzije. Od 1970. uvedena su bolja instrumentalna pomagala, kao optičko – elektronski pojačivači slika, te novi postupci optičke interferometrije. Od klasičnih metoda primjenjuje se mjerenje moći odraza, višebojna fotometrija, mjerenja polarizacije svjetlosti, radiometrija (usporedba sjaja u vidljivom i infracrvenom području) i metoda okultacija. Istodobnim promatranjima okultacija neke zvijezde, iz više zvjezdarnica na Zemlji, jednostavno se određuje oblik i veličina nebeskog tijela koje je zvijezdu zaklonilo. Tim su putem vrlo točno određene dimenzije nekolicini planetoida.
Najveći broj planetoida dobio je ženska imena, najprije iz mitologije, zatim obična vlastita ženska imena, pa imena učenjaka u ženskom rodu, raznih naziva, omiljenih jela, literarnih junaka, te imena gradova, država, suvremenih ili mitoloških ličnosti, bez obzira na to da li su izvorni oblici u muškom ili ženskom rodu. Tako se među njima nalaze Ana, Marija, Bredihina, Vladilena (kovanica po Lenjinu), Filozofija, Geometrija, Papagena, Gagarina, Hermes, Sizif, Kecalkoatl. Prigodom otvaranja Zvjezdarnice Hrvatskoga prirodoslovnog društva u Zagrebu dan je jednome i naziv 589 Croatia. U Puli je u 19. stoljeću otkriveno dvadesetak planetoida, među kojima su 143 Adria, 183 Istria i drugi. Korado Korlević poznati je hrvatski astronom iz Višnjana u Istri. Prema podacima na stranici Minor Planet Discoverers, 11. je najproduktivniji tragač za asteroidima svih vremena. U periodu od 1996. do 2001. otkrio ih je 947, te bio suotkrivač kod još 110 asteroida.

## Fizička svojstva
Ukupna masa asteroida se danas procjenjuje na 1022 kg (oko 1000 puta manje od mase Zemlje ili 10 dio Mjesečeve mase, što bi bilo dovoljno da se izgradi jedno nebesko tijelo promjera 1500 kilometara), od čega oko 10 % otpada samo na Ceres. Do sada je pronađeno 238 asteroida većih od 100 km i vjeruje se da su to svi, dok se za manje asteroide vjeruje da ih je otkriven tek mali postotak. Procjena je da postoji oko milijardu tijela većih od 1 km. Asteroidi se oko Sunca gibaju u istom smjeru kao i planeti. Prosječne inklinacije (nagib u odnosu na ekliptiku) su manje od 16°. Asteroidi nemaju atmosfere. Većina asteroida je udaljena od Sunca između 1,7 i 4 AJ u području nazvanom asteroidni pojas. Većina asteroida u asteroidnom pojasu imaju ekscentricitet od 0,1 do 0,2. U samom asteroidnom pojasu postoji područje najveće gustoće putanja asteroida (između 2,2 i 3,3 AJ) – glavni pojas.
Asteroidi rotiraju, a kako su nepravilnog oblika, to dovodi do promjene njihova sjaja i prividne veličine. Na temelju mjerenja perioda promjene može se odrediti i period rotacije. Kako su asteroidi malih dimenzija, oblik im se ne može zamijetiti niti najvećim teleskopima. No promatranjem okultacija (zamračivanja, sakrivanja) zvijezda asteroidima može se odrediti njihov oblik i dimenzije. Po dimenzijama je osobit asteroid 1620 Geographos koji je štapićastog oblika. Neki od njih uzajamno su vezani svojim gravitacijskim poljem i zajedno se gibaju oko Sunca. Primjer je jedan od Trojanaca: 624 Hektor.
Kako linearne dimenzije planetoida padaju, tako im broj raste. Sudari među plenetoidima vode stalnom drobljenju, pa tako nastaju sve manja tijela i sitam međuplanetarni prah. Relativne brzine planetoida kreću se od 5 km/s, što je dovoljno da pri srazu dođe do katastrofalnih posljedica. Većina planetoida su nepravilna oblika. Ima ih ovalnih, a neki su možda i sferni, za što nema izravna dokaza. Neki su planetoidi, čini se, dvostruki, a imaju i prirodne satelite. Planetoid 532 Herkulina, promjera oko 220 km, na razmaku od 1000 km praćen je tijelom promjera 45 km. Nema načelne prepreke da se planetoidi kreću u skupinama međusobno povezanim gravitacijom, pa su članovi skupine samo uvjetno »sateliti«.
Planetoidi se okreću, a period vrtnje iznosi od 2,5 do 85 sati – u prosjeku 8 sati. Površina planetoida je kruta. I u najvećih planetoida tvar je u čvrstom stanju od površine do središta. Atmosferu nemaju, što je odlučna razlika u odnosu na komete. Unutrašnjost jednog velikog planetoida sastoji se od metalne (željezne) jezgre i stjenovitog (silikatnog) plašta, oko kojega je obavijena kora s mnogo ugljika. Maleni planetoid diobeni je ostatak većeg planetoida, pa se prema tome može sastojati od svakog tog materijala posebno. Planetoidi imaju općenito vrlo nizak albedo. Prema odraznoj moći površine i prema sastavu ističu se 3 skupine. Prva uključuje veoma tamna tijela, s albedom od 0,01 do 0,06; površina im je kao u najcrnjeg ugljena. To su C-planetoidi ili ugljikovi. Među njih ulazi i Ceres, a također i 75 % svih planetoida. Druga i treća skupina [kameni ili S-planetoidi (15 %) i metalni ili M-planetoidi (10 %)] imaju albedo od 0,08 do 0,40. Površina im se sastoji od šupljikavog i prašnog materijala, regolita. Velika raznolikost, u kemijskom i mineralnom sastavu, posljedica je različite sudbine pojedinih primjeraka. Planetoidi su roditeljska tijela meteoritima. Meteoriti potječu od razdrobljenog materijala onih planetoida koji se kreću u blizini Zemljine staze.
| D | 100 m       | 300 m     | 500 m     | 1 km    | 3 km    | 5 km   | 10 km  | 30 km | 50 km | 100 km | 200 km | 300 km | 500 km | 900 km |
| N | ~25 000 000 | 4 000 000 | 2 000 000 | 750 000 | 200 000 | 90 000 | 10 000 | 1100  | 600   | 200    | 30     | 5      | 3      | 1      |

## Grupiranje asteroida
Uobičajeno je da se asteroidi grupiraju prema orbitalnim karakteristikama i prema fotometrijskim i spektroskopskim svojstvima, koja ukazuju na razlike u strukturi. Staze planetoida su zbog različitih inklinacija i ekscentriciteta vrlo razbacane, pa njihova izravna snimka ne pokazuje nikakvih pravilnosti. No ako se staze srede tako da se na crtež unesu samo srednje udaljenosti (velike poluosi staza a, ili siderički period ophoda P, ili srednje dnevno gibanje n), tada se planetoidni prsten raslojava u podsisteme – u otprilike 7 prstenčića. Tako priređene staze nazivaju se srednjim stazama. Srednje dnevno gibanje određeno je kao:
{\displaystyle n({\frac {''}{dan}}\,)=\,{\frac {3548}{P(god.)}}\,=\,{\frac {3548}{({\frac {a}{AJ}})^{3/2}}}\!}
To je u stvari kutna brzina ω = 2 π / P, izraženo brojem kutnih sekundi koje tijelo prevali u prosjeku u jednom danu.
Staze planetoida ovise o načinu na koji su planetoidi nastali i o stalnim poremećenjima. Čim se staza planetoida malo poremeti, bilo bliskim susretom ili direktnim srazom s drugim planetoidom, gravitacijski se utjecaj planeta odmah izražava pa dolazi do snažnog poremećenja, koje djeluje sve dok planetoid ne uđe u područje gdje je poremećenje slabije. Stoga planeti odlučujuće utječu na razmještaj planetoida, te ovi neka područja izbjegavaju, a u nekima se gomilaju. Dolazi do rezonancija. Utjecaj Jupitera je odlučujući, zatim slijedi utjecaj Marsa i drugih planeta. Za rezonancije važan je odnos između perioda obilaska planetoida P i perioda obilaska planeta PP. One staze za koje je omjer između tih perioda sumjerljiv imaju to svojstvo da je poremećenje ili veoma jako ili veoma slabo.
Čistine u srednjim gibanjima planetoida uočio je Daniel Kirkwood 1866. Čistine odgovaraju omjerima perioda planetoida i Jupitera:
{\displaystyle {\frac {P}{P_{P}}}\,=\,{\frac {1}{2}}\,,\,{\frac {1}{3}}\,,\,{\frac {1}{4}}\,,\,{\frac {2}{5}}\,,\,{\frac {2}{7}}\,,\,{\frac {3}{5}}\,,\,{\frac {3}{7}}\,,\,{\frac {5}{11}}\,}
te omjeru perioda planetoida i Marsa jednakom 2 : 1. Za neke pak omjere perioda planetoida i Jupitera staze su veoma stabilne, pa se tu oni baš okupljaju. To su rezonantni planetoidi. Za njih vrijedi:
{\displaystyle {\frac {P}{P_{P}}}\,=\,{\frac {2}{3}}\,,\,{\frac {3}{4}}\,,\,{\frac {1}{1}}\,}
Prva grupa od nekoliko planetoida predvođena je Hildom. Staze tih tijela stabilne su iako se zbog velikog ekscentriciteta pružaju blizu Jupiterove staze, ali se zbog zgodnog odnosa u broju obilazaka (komenzurabilnosti perioda) nikada istovremeno, na bliskom dijelu staza, ne nađu Jupiter i planetoidi. Zato ih Jupiter jako ne poremećuje. Druga grupa je manja (primjer 279 Thule), a treću grupu čine znameniti Trojanci.

### Orbitalne grupe
Prema orbitalnim karakteristikama, asteroidi su podijeljeni u grupe i obitelji. Obično se grupi daje ime po asteroidu koji je u njoj prvi otkriven.
- Kirkwoodove zone
- Hirajamine obitelji
- Zemlji bliski asteroidi (eng. Near Earth Asteroid)
- Kentauri
- Trojanci
- Kuiperov pojas.

Sve navedene grupe čine asteroidi u orbiti oko Sunca, no možemo ih pronaći zarobljene kao planetne satelite, što se smatra vjerojatnim jer su po sastavu vrlo slični asteroidima. Mogući kandidati su: oba Marsova satelita Fobos i Deimos, Jupiterovi nepravilni sateliti, Saturnov najudaljeniji satelit Feba i drugi Saturnovi nepravilni sateliti.

### Spektralna klasifikacija
U početku su asteroidi bili podijeljeni u tri grupe prema sastavu površinskog materijala, odnosno svojstvima površine: boji, albedu (koeficijentu refleksije) i spektralnom tipu. Broj grupa u ovoj podjeli raste s otkrićima novih asteroida i trenutno ih ima 14.
Prve tri grupe su:
- S-tip: silikatni asteroidi – sačinjavaju 17 % svih otkrivenih asteroida
- C-tip: karbonski (ugljični) asteroidi – sačinjavaju 75 % svih otkrivenih asteroida
- M-tip: metalni asteroidi – sačinjavaju 8 % svih otkrivenih asteroida.

Ostale grupe, prema spektralnoj klasifikaciji:
- Asteroidi A-tipa
- Asteroidi B-tipa
- Asteroidi D-tipa
- Asteroidi E-tipa
- Asteroidi F-tipa
- Asteroidi G-tipa
- Asteroidi P-tipa
- Asteroidi Q-tipa
- Asteroidi R-tipa
- Asteroidi T-tipa
- Asteroidi V-tipa.

### Trojanci
Zanimljiva skupina planetoida dijeli putanju s Jupiterom, staza im se nalazi u rezonanciji 1 : 1 s Jupiterovom stazom. Trojanci čine povijesno prvi ustanovljeni primjer stabilnih rezonantnih putanja, a smješteni su u Lagrangeovim točkama L4 i L5. Prvi od Trojanaca, Ahilej, otkriven je 1904. To su prilično krupni planetoidi; njih desetak veće je od 100 km. Ukupno ih ima više stotina; veći ih se broj nalazi u vodećoj točki, a manji na začelju. Planetoidi nose imena heroja, učesnika Trojanskog rata; otuda im je skupno ime. Oni koji su ispred Jupitera nose imena Grka (uz Ahileja još Odisej, Agamemnon, Hektor, Diomed, Ajaks, Nestor), a oni koji su za Jupiterom nose imena Maloazijaca, branitelja Troje (Patroklo, Eneja, Prijam, Anhis, Troil). Zato ih i razlikuju kao „Grke” i „Trojance”. Svi Trojanci ne mogu se smjestiti u istu točku. Uostalom, oni periodički titraju oko Lagrangeove točke kojoj pripadaju. Ta se libracija odvija u pruzi položenoj uzduž putanje. Do libracije dolazi na taj način da Jupiter izmjenično planetoidima oduzima i dodaje energiju. Kada im je oduzima (a planetoid se nalazi ispred njega), dimenzija putanje nešto se smanji zajedno s periodom, pa planetoid zabrza ispred Jupitera; kada mu energiju dodaje, planetoid se uspori i približi Jupiteru. Zbog toga se međusobni odnos Trojanaca u svakoj grupi neprestano mijenja. Pruga kojom se gibaju po stazi dulja je nego šira, jer se tijela ubrzavaju relativno prema Jupiteru sve dok nisu točno na njegovoj stazi. Nije isključeno da pri većim libracijama planetoid napusti grupu, ali u grupu može biti zahvaćen i prolazni planetoid. Pretposavlja se da se Trojanci snabdijevaju planetoidima iz područja između Jupitera i Saturna.

### Hidalgo i Hiron
Planetoid Hidalgo dugo bio je poznat kao najdalji. Otkriven je 1920. Velika poluos staze je 5,8 AJ, ekscentricitet je znatan (0,66), a inklinacija je velika (od 42° do 43°). Period njegove revolucije od 13,7 godina dulji je od Jupiterove godine. Zbog izduženosti staze u perihelu priđe Suncu na 1,9 AJ, a u afelu udalji se na 9,7 AJ. Zbog velikog nagiba staza Hidalga ostaje svuda veoma daleko od Saturnove staze, nikada joj se ne približi na udaljenosti manju od 5,7 AJ.
Rekord najveće staze izgubio je 1977. kada je otkriven Hiron. On mora imati promjer između 200 do 400 km, jer se samo velika tijela mogu vidjeti tako daleko. Zbog ekscentriciteta od 0,379 od Sunca se udalji na 18,9 AJ, a približi na 8,5 AJ. Velika poluos staze iznosi 13,7 AJ, a period ophoda 50,7 godina. Nagib staze je malen – svega 7°.

### Porodice planetoida
Među planetoidima dadu se izdvojiti oni koji su nastali od istog roditeljskog materijala; oni čine porodicu (Kijocugu Hirajama, 1918. – 1919.). Na zajedničko ishodište članova porodice ukazuju elementi staza ispravljeni za vjekovna poremećenja, a i fizička svojstva tijela. Početne staze članova porodice moraju se ukrštavati na mjestu gdje se dogodio raspad roditeljskog tijela. Prepoznavanju »rođaka« pomaže činjenica da se ekscentricitet i inklinacija staze s vremenom malo mijenjaju, te elemente planetoidi »teško zaboravljaju«. Danas je poznato više desetaka porodica. U velikom broju porodica jedan je planetoid mnogo krupniji od ostalih i s masom od 10 do 1000 puta većom. Starost porodica procjenjuje se na milijun i više godina. Porodica nastaje prilikom neelastičnog sudara dvaju tijela. Produkti drobljenja ne dobivaju velike relativne brzine pa se ne mogu daljim sudarima međusobno drobiti. Mali odlomak radije će se vratiti i zabiti u površinske slojeve većeg odlomka. U toku vremena članovi se raspršuju uzduž staze, a mnogi napuštaju porodicu. Postojanje porodica svjedoči da se orbite planetoida ne mijenjaju samo zbog poremećenja, već i sudarima. 

### Planetoidi koji zalaze unutar Marsove putanje
Nađeno je nekoliko desetaka planetoida koji ili zbog male srednje udaljenosti, ili zbog velikog ekscentriciteta, prilaze Suncu mnogo bliže nego Mars. Prepoznate su 3 istaknute skupine. U skupinu Amora ulaze oni kojima se perihel nalazi u rasponu od 1,017 AJ do 1,310 AJ. U skupinu Apolona ulaze oni kojima je perihel Suncu bliži od 1,017 AJ. Planeti iz obje skupine imaju prosječnu udaljenost veću od 1 AJ. U trećoj skupini, prozvanoj po planetoidu Aten, za sada su nađena 4 planetoida kojima je srednja udaljenost od Sunca manja od 1 AJ.
Amor i Apolon otkriveni su 1932. Kao prvi iz skupine Amora, i najpoznatiji, otkriven je 1898. Eros. Više razloga čini ga interesantnim. Zemlji može prići na daljinu od 23 300 000 km. Velike se opozicije ponavljaju svakih 37 i 44 godina. U prošlom stoljeću su bile 1931. i 1975. Može se vidjeti i manjim teleskopom. Sjaj mu se zbog vrtnje mijenja u periodu od 5 sati i 16 minuta. Mjere su mu 13 km x 15 km x 36 km. Prije radarskog razdoblja služio je za određivanje veličine astronomske jedinice, jer njegova dnevna paralaksa dostiže 60", što je više i od Marsove i od Venerine paralakse. Apolon ulazi unutar Venerine staze. U Apolone (skupinu Apolona) spadaju još Adonis otkriven 1932., Hermes otkriven 1937. i Ikar otkriven 1939. Hermes se približava Zemlji do na 580 000 km; tada u jednoj noći prevali polovicu neba. Ikar je planetoid koji se više od svih drugih približava Suncu jer mu je perihel na 0,186 AJ = 28 milijuna km; zađe čak unutar Merkurove staze. Ekscentricitet njegove staze iznosi 0,83. U perihelu zagrije se na 1000 K. Veoma je malen, od 1 do 1,5 km. Zemlji ne priđe bliže od 6 do 7 milijuna km. Putanja mu je veoma dobro ispitana. Predstavljao bi dobru bazu za svemirsku ekspediciju koja bi uz njegovu pomoć proputovala kroz razne predjele Sunčeva sustava. U afelu se udaljava nešto preko Marsove staze.
Skupina planetoida Aten pripada Zemlji slično tome kako Trojanci pripadaju Jupiteru. Staze su im praktički kružne. Većina planetoida koji Suncu prilaze bliže od staze Marsa ima ekscentricitet veći od prosječnog. Oni su planetoidni pojas napustili razmjerno nedavno. Današnji je pojas ostatak oblaka tijela koji je prožimao čitav Sunčev sustav i o kojemu nepobitno svjedoče krateri utisnuti u tijelima planeta. Planetoidni pojas predstavlja »ostavu«, u kojoj su planetoidi najmanje poremećeni. Oni pak planetoidi koji se dijelom ili u cjelini kreću unutar Marsove staze imaju veća poremećenja, te ne mogu ovdje duže opstati, pa među njima treba tražiti tijela odlomci kojih stignu do Zemlje kao meteoriti. U nekoliko slučajeva praćen je pad meteorita (Příbram, Češka, 1959.; Lost City, California, SAD, 1970.; Innisfree, Alberta, Kanada, 1977.), pa je ustanovljeno da su meteoriti stigli iz područja staza smještenih unutar Marsove putanje.

## Istraživanje
Tijekom 1991. godine letjelica Galileo je, na svom putu prema Jupiteru, uspjela po prvi put snimiti sa 16 000 km udaljenosti jedan asteroid  – 951 Gaspra. Bili su to prvi snimci na kojima se vide površinski detalji. Tako je na asteroidu Gaspra (dimenzija 20 × 12 × 11 km) uočeno više od 600 kratera. Najveći je imao promjer od 1,5 km. Detektirano je i magnetsko polje, znak da Gaspra ima metalnu jezgru. U kolovozu 1993., Galileo je prošao pokraj asteroida Ida, dimenzija 58 × 43 km, u čijoj je blizini otkriven 1,6 × 1,2 km velik satelit Dactyl. Različitog je sastava iz čega se izvodi zaključak da je nastao nakon sudara koji je stvorio njihovu obitelj asteroida (obitelj Koronis).
NEAR (Near-Earth Asteroid Mission – misija na NEA asteroid) misija započela je 1996. godine sa zadatkom da obiđe neke Zemlji bliske asteroide. Prošla je pored asteroida 253 Mathilde u lipnju 1997. U siječnju 1999 je propao prvi pokušaj ulaska u orbitu oko asteroida 433 Eros, da bi drugi pokušaj, nakon oko godinu dana, uspio. Početkom 2001 se letjelica uspjela spustiti na Eros. Slaba gravitacija dozvoljava i ponovno podizanje letjelice, ako za time bude interesa u NASA-i.
Smeriska letjelica Cassini-Huygens je na putu prema Saturnu iz velike daljine snimio asteroid 2685 Masursky, a Stardust je, na svom putu prema kometu Wild 2, 2. studenog 2002. snimio asteroid 5535 Annefrank.
Letjelica Hayabusa (Muses-C) trenutno je na putu prema asteroidu 25143 Itokawa. U rujnu 2005. bi trebala uzeti uzorke tla s asteroida te se uputiti prema Zemlji.